# The Applejacks
The Applejacks var en brittisk musikgrupp som bestod av Al Jackson (född 1945, sång), Martin Baggot (född 1947, gitarr), Phil Cash (född 1947, gitarr), Megan Davies (född 1944, basgitarr), Don Gould (född 1947, piano) och Gerry Freeman (född 1943, trummor). De hade en hit 1964 med "Tell Me When". The Applejacks mötte The Beatles under en TV-inspelning och John Lennon och Paul McCartney gav bandet en låt, "Like Dreamers Do", som blev bandets andra hit.

## Diskografi (urval)
Album
- The Applejacks (1964)

Singlar
- "Tell Me When" (1964) (UK#7)
- "Like Dreamers Do" (1964) (UK#20)
- "Three Little Words (I Love You)" (1964) (UK#23)
- "Bye Bye Girl" (1965)
- "I Go To Sleep"  (1965)
- "You've Been Cheatin' " (1967)